# Maison Faber
«  Maison de Clodion » redirige ici. Pour les autres significations, voir Clodion.
Pour les articles homonymes, voir Faber.
La maison Faber est un édifice conçu par l’architecte Nicolas Grillot en 1793, situé à l’actuel 22 rue Saint-Dizier à Nancy, dans la Meurthe-et-Moselle en région Lorraine (Grand Est).

## Histoire
En 1792, le maître de forge Léopold Faber achète la parcelle correspondant à la sacristie de l’ancienne église Saint-Roch. Dans la cave, une pierre de fondation atteste de la date de construction et du nom du propriétaire.
Les deux bas-reliefs et les trois frises du rez-de-chaussée évoquent le métier et les outils du forgeron.
Au cours du XIXe siècle, les décors ont été attribués, de façon erronée, à Clodion, dernier représentant de la dynastie Adam. Une légende tenace prétendait en effet que le sculpteur serait venu se réfugier à Nancy pendant la Révolution.
La façade sur rue est classée au titre des monuments historiques par arrêté du 25 janvier 1979.

## Description

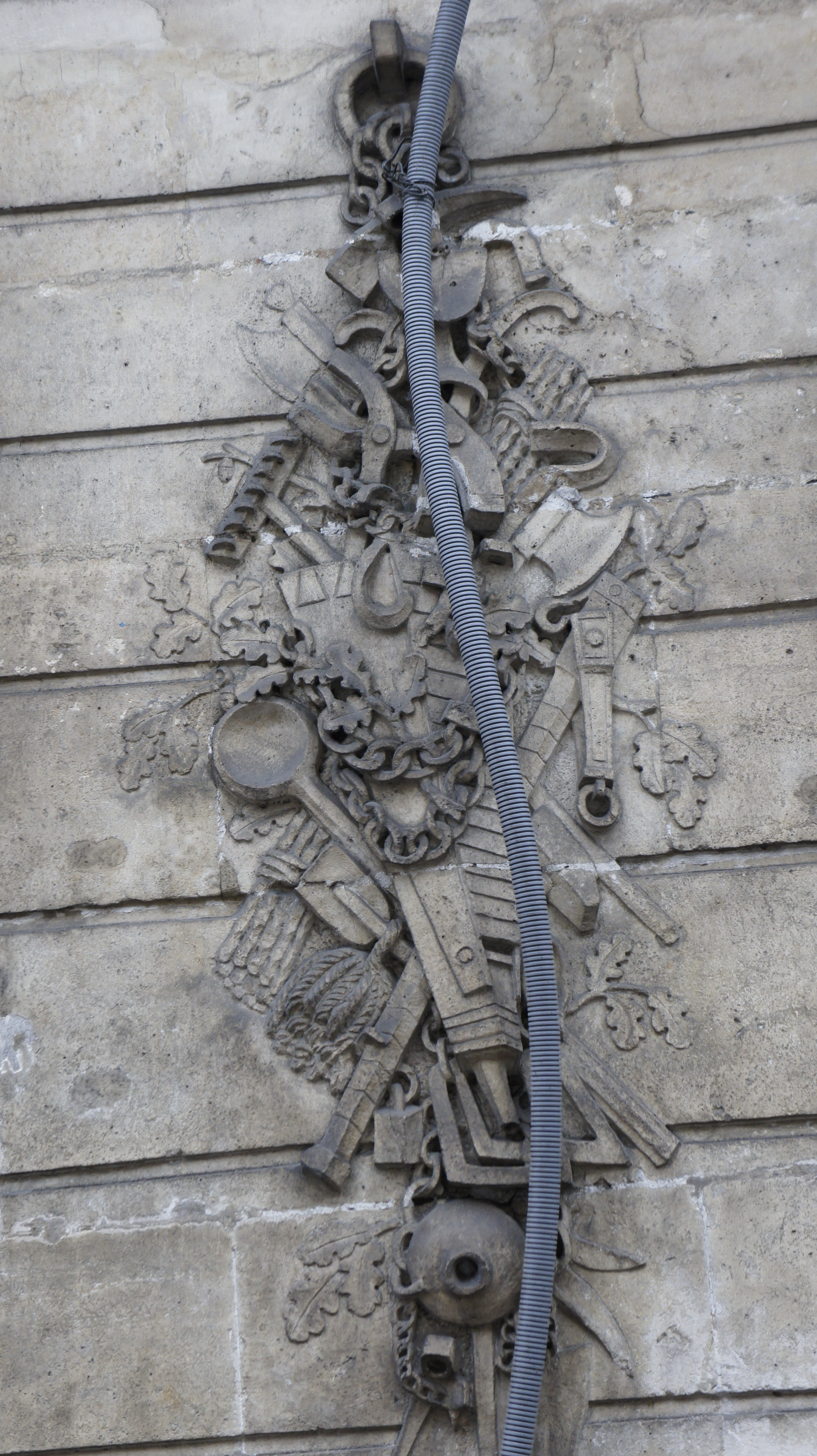
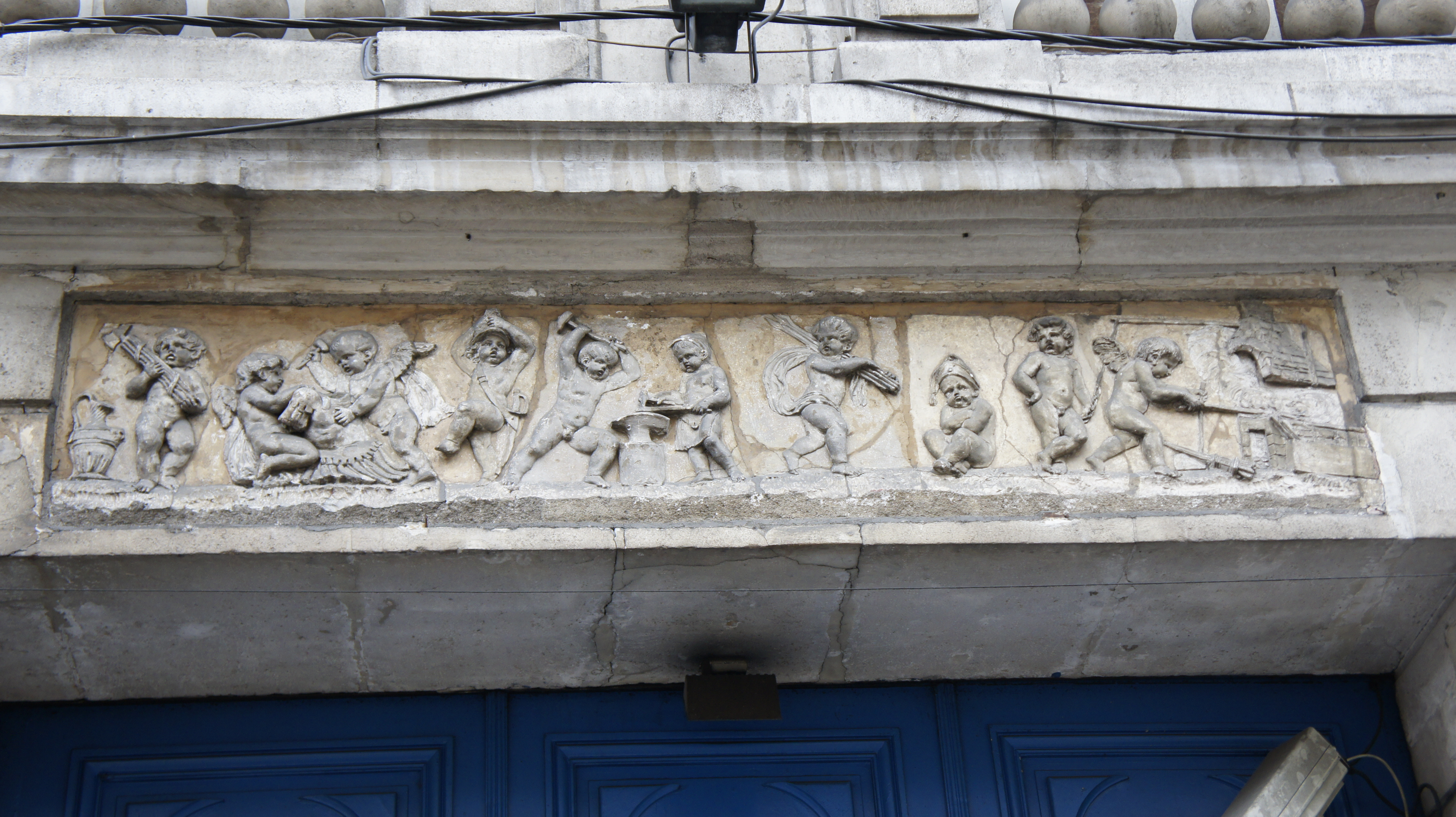
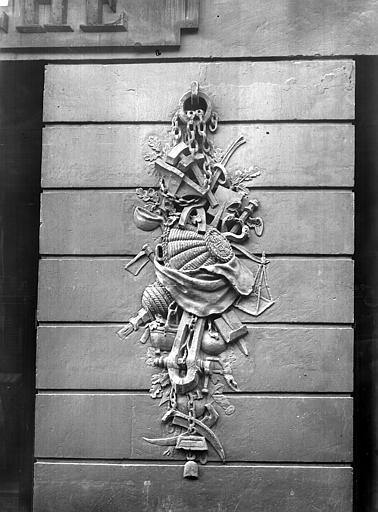
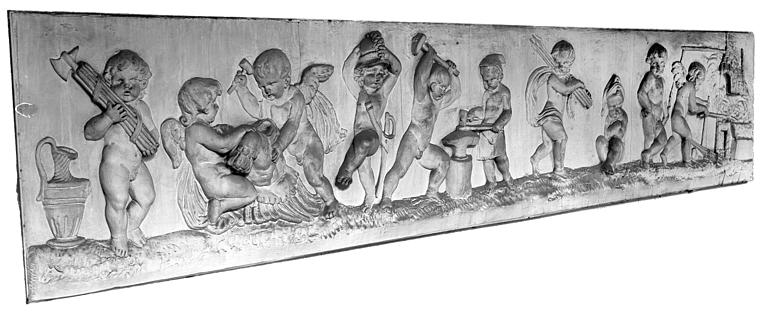
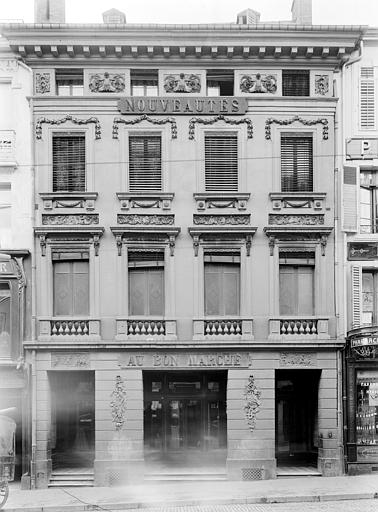